# Нова радість стала
«Но́ва ра́дість ста́ла» — одна з найвідоміших українських колядок. Разом з різдвяною піснею «Добрий вечір тобі, пане господарю» є яскравим зразком тісного поєднання релігійної і народної колядкової традиції. Зокрема, до релігійного змісту доданий характерний для народних колядок побажальний («віншувальний») мотив: «Даруй літа щасливії сего дому господарю».

## Текст

Ноти колядки «Нова радість стала»

Нова радість стала, яка не бувала,
 Над вертепом звізда ясна на весь світ засіяла.
 Де Христос родився, з Діви воплотився,
 Як чоловік пеленами убого повився.
 Просиме тя царю небесний владарю
 Даруй літа щасливії цьому господарю
 Цьому господарю та й цій господині
 Даруй літа щасливії всій його родині.

## Радянські варіанти
Під час антирелігійної кампанії колядку адаптували до нових радянських реалій. У 1920—1930-х роках селяни співали перероблений варіант, який друкувався в багатьох тогочасних пісенниках.
 Нова радість стала, яка не бувала:
 Зоря ясна п'ятикутня на весь світ засіяла.
 Упали вівтарі, покотились царі.
 Слава люду робочому, чабанам, шахтарям!
 Слава й цьому господарю, його господині.
 Хай щасливо проживають у новій родині!
 Не так господарю, а як його дітям.
 Хай щасливо виростають, щоб дуків побити.
У 1928 р. у селі Тарасівка Вінницької області зафіксовано інший варіант:
 Нова радість стала, яка не бувала:
 Довгождана зірка волі в Жовтні засіяла.
 Де цар був зажився, з панством вкорінився,
 Там з голотою простою Ленін появився.

## Повстанські варіанти
Під час Другої світової війни та боротьби УПА проти радянської влади в Західній Україні набули поширення декілька варіантів колядок на мелодію «Нова радість стала». Тексти двох із них, «На столі на сіні» та «Сумний Святий Вечір», написав поет-підпільник Михайло Дяченко-«Боєслав».
Коляда «Сумний Святий Вечір» стала відомою у всій Галичині у різних варіантах. Вона була така актуальна, що в перші післявоєнні роки в ній змінювався тільки рік Святвечора, а згодом її текст постійно доповнювався. Зрештою, колядка стала народною. На думку дослідника Петра Драгомирецького, за тематикою і мовно-стилістичними, архітектонічними особливостями «Сумний Святий Вечір…» збігається з іншими поетичними творами М. Дяченка.
 Сумний Святий Вечір
 Сорок сьомім році,
 По всій нашій Україні
 Плач на кожнім кроці.
 Сіла вечеряти
 Мати з діточками,
 Заки мала вечеряти,
 Вмилася сльозами.
 Сіли вечеряти,
 Діти ся питають:
 -Мамо, мамо, де наш тато?
 Чом не вечеряють?
 Батько наш далеко,
 В дикому Сибіру,
 Споминає Святий Вечір
 І нашу славну Україну…
 О, Ісусе милий,
 Змилуйся нам нині,
 Даруй волю, щастя й долю.
 Нашій неньці-Україні.
Один із варіантів цієї колядки аранжовано в сучасному фолк-роковому стилі музикантами гурту «Гайдамаки» і ввійшов у альбоми «Перверзія» та «Ukraine Calling». Останні рядки цієї пісні відрізняються від оригінального варіанту:
 Тато на чужині за синами плаче,
 Мав він їх як трьох соколів, більше не побачить.
 Один син у Сибіру, другий у Берліні,
 Третій пішов у Бандери, щоб служити Україні!
Сільський голова Космача Дмитро Пожоджук опублікував зі слів мешканки присілка Бані села Космач Косівського району Івано-Франківської області Явдохи Рожканюк раніше невідому повстанську колядку. У грудні 2013 року її виконали разом із дітьми відомі українські музиканти: Валерій Гладунець, «PoliКарп» (Полісся — Карпати), Тарас Компаніченко, Галина та Леся Тельнюк, гурти «TaRuta», «Тінь Сонця», «Бурса фольклору», «Телері», дитячі гурти «Будимир» та «Орелі» (під керівництвом Мирослави Вертюк) та інші.
Нова Радість стала, яка не бувала,
Над полями України пташечка літала. 2р.
Пташечка літала нам звістку принесла,
Що Вкраїна не пропала, Україна Вскресла. 2р.
На Різдво раненько сніжок надлітає,
Мати з дітьми із Сибірю батька виглядає. 2р.
Діти ревно плачуть, де наша родина,
На Сибірю висипана висока могила. 2р.
Там у тій могилі батько спочиває,
Шкода дітей, шкода неньки, кров ся проливає 2р.
А на небі зірка, ангелі літають,
А на земли від гарматів гори ся здригають. 2р.
Ние лиш від гарматів а леишией від мінів,
Бо вороги хочуть взяти від нас Україну. 2р.
А на небі зірка, сонечко сіяє,
А не земле з наших братів кров ся проливає. 2р.
А Пречиста Діво, глянь на нас із неба
Та дай же нам ту свободу, якої нам треба. 2р.
Щастя-здоров'я, многая літ,
Шоби сти діждали від тепер за рік.